# Linthal (Suíça)
Linthal é uma comuna da Suíça, no Cantão Glaris, com cerca de 1.145 habitantes. Estende-se por uma área de 131,24 km², de densidade populacional de 9 hab/km². Confina com as seguintes comunas: Andiast (GR), Betschwanden, Braunwald, Breil/Brigels (GR), Disentis/Mustér (GR), Elm, Muotathal (SZ), Rüti, Silenen (UR), Spiringen (UR), Sumvitg (GR), [[Tr.
A língua oficial nesta comuna é o Alemão.